# Marjorie Newell Robb
Marjorie Newell Robb (Lexington, 12 de fevereiro de 1889 – Fall River, 11 de junho de 1992) foi uma das últimas sobreviventes do RMS Titanic.

## Biografia
Marjorie Anne Newell nasceu em 12 de fevereiro de 1889 em Lexington, Massachusetts, nos Estados Unidos; ela era filha de Arthur Webster Newell e Mary Emma Greeley.

### RMSTitanic
Marjorie estava retornando de uma viagem ao Médio Oriente com seu pai e sua irmã, Madeleine Newell. Eles embarcaram no RMS Titanic em Cherbourg, na França. Na noite em que o navio atingiu o iceberg, Arthur Newell acordou suas filhas e ordenou para que elas se vestissem. Eles então dirigiram-se para o convés do navio, onde Arthur enfaticamente as colocou no bote salva-vidas Nº 6. Marjorie e Madeleine sobreviveram, mas Arthur acabou perecendo no desastre. Seu corpo foi recuperado pelo CS Mackay-Bennett.

### Vida posterior
Marjorie Newell casou-se com Floyd Newton Robb (1887-1957) em 1917. Juntos, criaram quatro filhos. Seu único filho se chamou Arthur Newell Robb em homenagem ao seu pai. Suas filhas eram Marjorie Greeley, Robb Sweeney Snow, Madeleine Robb Crowley e Rosalind Robb Livermore. Marjorie deu aula de música no Wells College, em Aurora, Nova Iorque, por muitos anos. Ela ensinou violino e piano em South Orange, Nova Jersey e, eventualmente, tornou-se uma das fundadoras da Orquestra Sinfônica de Nova Jersey.
A Sra. Robb viveu seus últimos anos em Fall River, Massachusetts. Durante esse tempo, ela começou a falar sobre suas experiências no Titanic. Ela participou de várias convenções realizadas pelo Titanic Internacional Society e Titanic Historical Society, onde contou sua história a muitos entusiastas do Titanic.

## Morte
Marjorie Newell Robb morreu durante o sono em 11 de junho de 1992. Ela tinha 103 anos e era, depois de Mary Davies Wilburn, a segunda sobrevivente do Titanic que viveu por mais tempo. Ela está enterrada no Mount Auburn Cemetery, em Cambridge, Massachusetts.